# ماني كاول
ماني كول (بالهندية : [मणि कौल]) (25 ديسمبر 1944-6 يوليو 2011) كان مخرج أفلام هندي وشخصية مرموقة في السينما الهندية الموازية. تخرج من معهد السينما والتلفزيون الهندي حيث تعلم تحت ريتويك غاتاك فيما بعد مدرسًا.

## النشأة
ولد رابندرانات كول، في جودبور، راجستان، في عائلة كشميرية، انضم كاول لأول مرة إلى معهد السينما والتلفزيون الهندي، كطالب ثم انتقل لاحقًا إلى صفوف الإخراج، حيث كان المخرج السينمائي الشهير ريتويك غاتاك مدرسًا، وتخرج في عام 1966.

## الوفاة
توفي ماني كول في 6 يوليو 2011 في منزله في جورجاون، بالقرب من دلهي، بعد معركة طويلة مع مرض السرطان.

## وصلات خارجية
ماني كاول على قاعدة بيانات الأفلام على الإنترنت